# شیر معکوس‌کننده

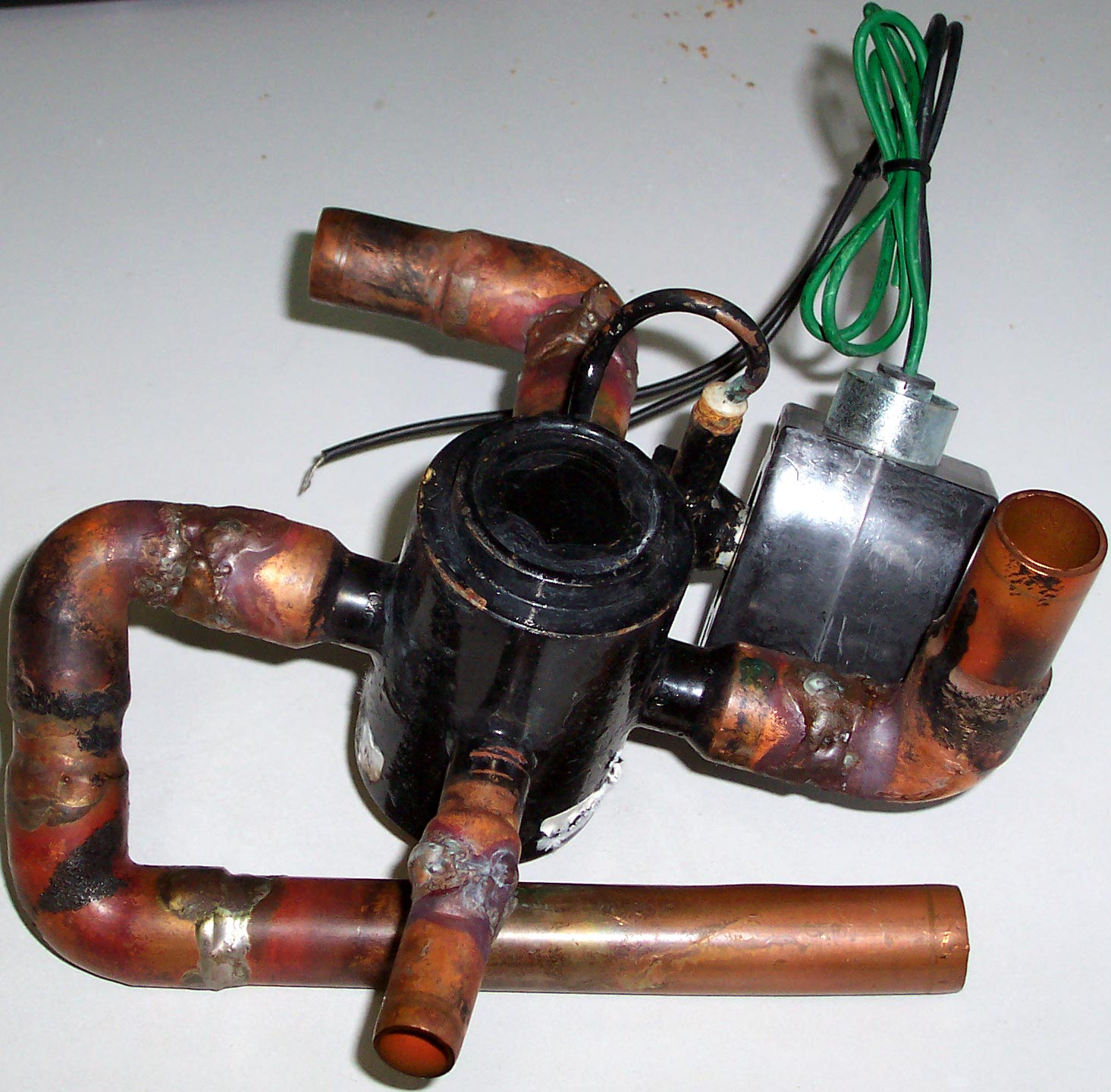
یک شیر معکوس‌کننده برداشته شده از سیستم HVAC پمپ حرارتی در دست تعمیر

شیر معکوس‌کننده (به انگلیسی: Reversing valve) نوعی شیر بوده که در پمپ‌های حرارتی، جهت شارش جریان مبرد را عوض می‌کند. با تعویض جهت شارش جریان مبرد، چرخه تبرید پمپ حرارتی از سرمایش به گرمایش یا بالعکس تغییر می‌کند. این شیر این امکان را به وجود می‌آورد که با داشتن یک سیستم تهویه، در زمان مقتضی از آن به عنوان سیستم سرمایشی یا گرمایشی استفاده شود.

## عملکرد
شیر معکوس‌کننده شامل دو بخش است. بخش جریانی و بخش ساکن. برای راه‌اندازی بخش جریانی نیاز به دریافت ولتاژ ۲۴ ولتی از منبع جریان متناوب است که این ولتاژی متداول در تکنولوژی اچ‌وی‌ای‌سی به‌شمار می‌رود. این که بخش ساکن متعلق به سرمایش یا گرمایش باشد توسط سازندگان پمپ حرارتی انتخاب می‌شود. به‌طور مثال اگر سازنده پمپ حرارتی به‌طور پیش‌فرض گرمایش را برای سیستم تهویه‌ای در نظر گرفته باشد، بخش جریانی شیر معکوس‌کننده وقتی شروع به کار می‌کند که مصرف‌کننده نیاز به سرمایش داشته باشد.
شیر معکوس‌کننده در کولر گازی به' شیر برقی یا شیر چهار راه' معروف است و با ولتاژ ۲۲۰ ولت شهر کار می‌کند.

## کنترل
بر اساس نوع ساختار و کارکرد پمپ حرارتی، شیر معکوس‌کننده توسط بخش کنترل یخ‌زدایی (به انگلیسی: Defrost Control) یا به‌طور مستقیم توسط ترموستات کنترل می‌شود.